# شهرستان لیمریک
شهرستان لیمریک (به ایرلندی: Contae Luimnigh) یکی از شهرستان‌های ایرلند در استان مونستر است. شهر لیمریک، مرکز این شهرستان می‌باشد. بر پایه سرشماری که در سال ۲۰۱۱ انجام گرفت جمعیت شهرستان لیمریک ۱۹۱٬۸۰۹ است.

## شهرها

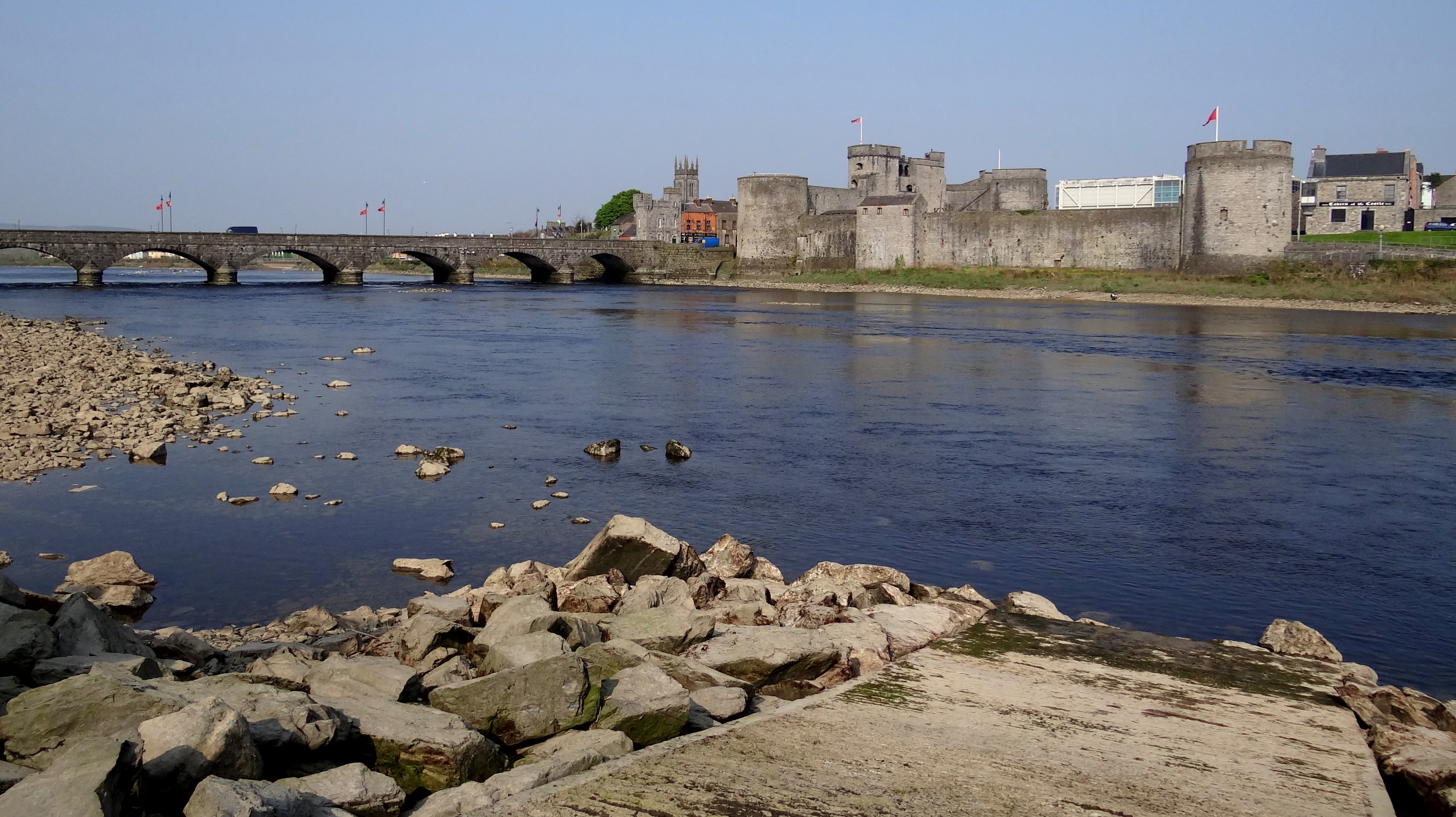
رودخانه شانون و قلعه کینگ جانز

- لیمریک
- بالیکومین
- بالیسیمون